# Thomas Kyne
Thomas Anthony Kyne (* 4. Februar 1905; † 8. August 1981) war ein irischer Politiker der Irish Labour Party. Von 1948 bis 1969 und von 1973 bis 1977 war er Teachta Dála (Abgeordneter) im Dáil Éireann, dem irischen Unterhaus.

## Leben
Kyne war Gewerkschaftssekretär. Bei der Nachwahl für den verstorbenen Michael Morrissey im Oktober 1947 scheiterte er. Erst bei den Wahlen 1948 konnte er im Wahlkreis Waterford genügend Stimmen erzielen, um in den Dáil einzuziehen. Diesen Sitz konnte er bei den Wahlen 1951, 1954, 1957, 1961 und 1965 verteidigen. Bei den Wahlen 1969 verlor er dann seinen Sitz. Aber schon bei den Wahlen zum Dáil Éireann 1973 gelang es ihm, den Sitz zurückzugewinnen.